# Карл Йозеф Байєр
Карл Йо́зеф Ба́йєр (нім. Carl Josef Bayer; 4 березня 1847, Бельсько (Цешинська Сілезія) — 22 жовтня 1904, Речиця-об-Пакі, Словенія) — австрійський хімік, винахідник способу отримання глинозему з бокситів, відомого як «процес Байєра».

## Життєпис
Карл Йозеф Байєр народився 4 березня 1847 року в місті Бельсько (нині Бельсько-Бяла) в австрійській Сілезії. У цьому місті він провів своє дитинство та юність. Спочатку він працював у будівельній конторі свого батька і на  догоду батькові мав в намір вивчати архітектуру, але з часом його інтереси змістилися в бік природничих наук, зокрема хімії. 
З 1864 по 1865 рік він навчався протягом чотирьох семестрів у Карла Ремігіуса Фрезеніуса у Вісбадені. Потім він поїхав до Шарлеруа в Бельгії, де працював хіміком на металургійному заводі. 
1869 року почав вивчати хімію в Гайдельберзькому університеті Рупрехта-Карла, де вже через два семестри отримав посаду асистента професора Роберта Бунзена. В університеті під керівництвом професора він вивчав відкриті Бунзеном і Густавом Кірхгофом цезій (у воді Дюркгаймерского мінерального джерела) і рубідій (у лепідоліті). Предметом його дисертації був індій , яку він захистив 1871 року, здобувши ступінь доктора хімії. На докторському іспиті, який відбувся 31 липня 1871 року, були присутні 26 вчених, серед них Роберт Бунзен, Густав Кірхгоф і Герман фон Гельмгольц.
Після захисту Байєр отримав посаду асистента з хімії в Німецькому технічному університетів Брно в Моравії. 1873 року він заснував у цьому місті дослідницьку та консультаційну хімічну лабораторію хімії. 1880 року Карл Байєр виїхав на роботу до Росії, де пробув 14 років. Спочатку працював  на фабриці фарбування тканин під Петербургом, Росія. Фабрика використовувала глинозем для фарбування полотен, і тут Байєр робить свої перші відкриття щодо одержання глинозему. Він встановив, що гідроксид алюмінію може випадати в осад із розчину алюмінату натрію, якщо холодний розчин енергійно перемішувати. Чистий продукт отримують фільтруванням та промиванням. Процес був впроваджений на заводі і став предметом 
його першого британського патенту 1887 року та німецького патенту 1888 року.
1892 року Байєр розробив процес вилучення глинозему з бокситів, гірської породи, багатої на вміст оксиду алюмінію. 
Подрібнений боксит підлягає селективному вилуговуванню в автоклавах гідроксиду алюмінію в розчині гідроксиду натрію NaOH за високої температури й тиску. Після охолодження лужного розчину чистий кристалічний гідроксид Al(OH)3, який випав у осад, після фільтрування та промивання прожарюють до оксиду. Цей процес, який називають процесом Байєра, без істотних змін використовується досі.
У віці 45 років на піці професійної кар'єри в Росії Карл Байєр одружився з племінницею російського державного діяча графа Сергія фон Вітте, міністра російського уряду, німця за походженням.
Після семи років у Санкт-Петербурзі, Байєр виїхав до Єлбуги, де під його керівництвом був збудований другий з виробництва глинозему за його технологією. 
Баєр пробув у Єлабузі лише два роки. За цей період він отримав численні контракти з інших держав на будівництва глиноземних заводів.
1894 року Байєр повернувся до Австрії, ймовірно з наміром розвивати алюмінієву промисловість у рідній країні. Він оселився в Ріцдорфі на півдні Штирії. У цей період він створював заводи з виробництва глинозему в Сполученому Королівстві, Сполучених Штатах й Франції. У Франції Карл Байєр запустив свій процес в Гарданні (департамент Буш-дю-Рон, Франція) на глиноземному заводі  «Французької компанії чистого глинозему» (фр. Société française de l'alumine pure). 1895 року компанію поглинула «Французька електрометалургійна компанія» (фр. Société Électro-Métallurgique Française - (SEMF)), технічним директором якої був Поль Еру.  Це стало початком плідної співпраці між Еру й Байєром у пошуках шляхів збільшення випуску та зниження собівартості виробництва глинозему, хоча відносини між ними були складними. Еру вніс низку змін і значно покращив виробництво. 1895 року вони разом вирушили до США, щоб ближче познайомитися з процесом Голла, який використовувався на глиноземному заводі в Саут-Вілмінгтоні. Процес не давав кращих результатів, ніж їхній. Наступний візит до Британської алюмінієвої компанії (англ. British Aluminium Company Ltd) в Англії також не приніс позитивних ідей.
В Австрії Байєр присвятив деякий час науковим дослідженням, створив метод виробництва синтетичного кріоліту,  розробив
перше родовище бокситів в Австрії та побудував завод для виробництва глинозему. Йому не вдалося зібрати достатньо капіталу, що завершити створення повного виробничого циклу виробництва австрійського алюмінію. 
Карл Йозеф Байєр помер раптово 22 жовтня 1904 року у віці 57 років; його вдова дожила до 94 років. Після його смерті компанії (за винятком двох), які застосовували його патенти, припинили виплачувати роялті. 1906 року його родина переїхала до Граца.
Баєр і його дружина виростили п'ятьох синів і дочку. Його дім у Ріцдорфі був центром зустрічей багатьох знаних промисловців, відомих хіміків, зокрема Поля Еру й Чарльза Голла.
Карл Байєр любив музику та мистецтво, був талановитим художником. Володів шістьма мовами: німецькою, французькою, англійською, російською, італійською та словацькою. Він мав чудову колекція мінералів, яку показав 1890 року на виставці в Чикаго.

## Визнання
Що шість років, починаючи з 1961 року, в Австрії  хімічне товариство нагороджує медаллю Байєра дослідника, який відзначився досягненнями в дослідженні алюмінію. Церемонія нагородження відбувається під час Міжнародного конгресу легких металів, який проходить у м.Леобен і у Відні. Перша медаль Байєра була вручена 1961 року на Четвертому конгресі легких металів швейцарському металургу професору Альфредe фон Зерледерe за роботи з алюмінієвих сплавів.Угорська алюмінієва промисловість 1987 року випустила  медаль на честь Баєра, щоб відзначити сторіччя його першого патенту. 
1987 року з нагоди восьмої Міжнародної конференції з легких металів у Леобені Австрійське поштове відомство випустило в обіг спеціальну поштову марку  накладом понад три мільйони примірників, присвячену увічненню пам'яті Карла Йозефа Байєра.